# HMS Calcutta (D82)
«Калькутта» (D82) (англ. HMS Calcutta (D82) — військовий корабель, легкий крейсер типу «C» підкласу «Карлайль» Королівського військово-морського флоту Великої Британії за часів Другої світової війни.
«Калькутта» був закладений 18 жовтня 1917 на верфі компанії Vickers Limited, Вестмінстер. 21 серпня 1919 увійшов до складу Королівських ВМС Великої Британії.